# North Versailles
North Versailles is een plaats (census-designated place) in de Amerikaanse staat Pennsylvania, en valt bestuurlijk gezien onder Allegheny County.

## Demografie
Bij de volkstelling in 2000 werd het aantal inwoners vastgesteld op 11.125.

## Geografie
Volgens het United States Census Bureau beslaat de plaats een oppervlakte van
21,4 km², waarvan 21,0 km² land en 0,4 km² water.

## Plaatsen in de nabije omgeving
De onderstaande figuur toont nabijgelegen plaatsen in een straal van 4 km rond North Versailles.